# Mynachlog-ddu Stones
Die Mynachlog-ddu Stones (auch Carn Menyn genannt) stehen westlich von Mynachlog-ddu in den Preseli Hills, bei Newport in Dyfed in Pembrokeshire in Wales. Die beiden Steine von Mynachlog-Ddu sind vom 150 Meter entfernten Blustone Monument aus sichtbar.
Das Steinpaar ist eine verkleinerte Version von Cwm Garw oder Cerrig Meibion – der Stones of Arthur’s Sons bei Maenclochog. Einer ist etwa zwei Meter und der andere 1,6 Meter hoch. Sie stehen etwa vierzehn Meter voneinander entfernt. Einer wird im Volksmund the Dreaming Stone (deutsch „der Träumende Stein“) genannt. 
Südlich liegt der bronzezeitliche Steinkreis von Gors Fawr.